# Ingrid von Rosenberg
Ingrid von Rosenberg (* 1938 in Berlin) ist eine deutsche Anglistin und Hochschullehrerin. Rosenberg ist emeritierte Professorin für Großbritannienstudien an der Technischen Universität Dresden.

## Leben
Ingrid von Rosenberg studierte von 1958 bis 1966 Anglistik, Germanistik, Philosophie und Pädagogik an Universitäten in Hamburg, Bonn, Edinburgh und Berlin. Nach der Geburt des Sohnes Kai-Frederic (1966) und dem ersten Staatsexamen für das Lehramt an Höheren Schulen in Berlin war sie ab 1970 wissenschaftliche Assistentin am Englischen Seminar der Freien Universität Berlin, 1976–1978 wissenschaftliche Angestellte am Englischen Seminar der Technischen Universität Braunschweig. 1979 erfolgte die Promotion in englischer Literaturwissenschaft an der FU Berlin, anschließend arbeitete sie als wissenschaftliche Angestellte im Referat für Studienreform beim  Wissenschaftssenator, bis 1997 wissenschaftliche Angestellte am Englischen Seminar der Universität-Gesamthochschule Duisburg, daneben war sie als literarische Übersetzerin tätig. Nach ihrer Habilitation im Jahr 1994 übernahm sie von 1995 bis 1996 eine Vertretung des Lehrstuhls für englische Literatur an der Universität Passau. Es folgte eine Vertretungsprofessur für Großbritannienstudien an der Technischen Universität Dresden. Bis zur Pensionierung 2004 war sie Professorin für Großbritannienstudien an der Technischen Universität Dresden.